# ناثانيل غريني فوستر
ناثانيل غريني فوستر (بالإنجليزية: Nathaniel Greene Foster) هو محامي وقاضي وسياسي أمريكي، ولد في 25 أغسطس 1809 بماديسون في الولايات المتحدة، وتوفي بنفس المكان في 19 أكتوبر 1869. انتخب عضو مجلس نواب جورجيا وانتخب عضو مجلس النواب الأمريكي.